# 미즈사와번
미즈사와 번(일본어: 水沢藩 미즈사와한[*])은 일본 에도 시대에 존재했던 번으로, 지금의 이와테현 오슈시 미즈사와 구에 위치했다. 번주 가문은 센다이번 다테 가문의 일족인 미즈사와 다테 가문, 즉 옛 루스 가문이다.
미즈사와 번이라는 명칭에 대해서는, 번이 성립된 지 얼마 지나지 않아 번주 다테 무라요리가 미즈사와 성과 영지, 미즈사와 다테 가문의 가독을 포기하고 양자 다테 무라카게에게 양보하였고, 새로이 모노 군(桃生郡) 나카쓰야마(中津山, 지금의 미야기현 이시노마키시 모노 정에 있음)에 거점을 두었기 때문에 그 명칭이 타당한 지의 여부를 놓고 논란이 있다. 나카쓰야마 번(中津山藩)이라고 불러야 한다는 주장도 있다.
또한, 미즈사와 다테 가문은 정식으로 다이묘로 인정받은 적은 없으나, 미즈사와 성 일대의 1만 6천 석 영지를 보유하고 있었다. 이 땅을 속칭 미즈사와 번으로 부른 경우도 있다.

## 번의 개창
센다이번 3대 번주 다테 쓰나무네의 둘째 아들로 태어난 쓰루치요마루는 4대 번주가 된 다테 쓰나무라의 친동생이다. 쓰루치요마루는 원래 쓰나무라의 양자가 될 예정이었으나, 쓰나무라에게 친아들이 생기면서 11세 나이로 다무라 가문의 분가로 독립하여 다무라 아키타카(田村顕孝)로 개명하였다. 그 후 15세에 미즈사와 다테 가문의 다테 무네카게의 양자로 들어가 이름을 다테 무라토(伊達村任)로 바꾸고 미즈사와 다테 가문의 5대 당주가 되었다. 1695년 음력 7월 7일, 형 쓰나무라가 무라토에게 3만 석 영지를 분할해 주는 것을 막부에 요청하여 인정받음으로써 미즈사와 번이 성립되었다. 이와 동시에 무라토는 이름을 무라요리로 바꾸었다. 그리고 전에 보유하고 있던 미즈사와 영지와 미즈사와 다테 가문의 가독은 양자 다테 무라카게에게 물려주었다. 1696년 음력 1월 11일에는 에도 롯폰기에 번저를 두었고, 음력 10월 19일에는 3만 석 중 절반은 미즈사와와 대체한 구리하라 군, 모노 군에서, 나머지는 에도에 보관된 연공미에서 실물로 지급하는 식으로 고쿠다카가 확정되었다.

## 번의 소멸
그러나 미즈사와 번은 그리 오래 지속되지 못하였다. 1699년 음력 9월 9일, 중양절 행사에 참가하기 위해 에도 성으로 가던 무라요리의 행렬과 하타모토인 오카 다카쓰네 일행이 충돌하였는데, 그 와중에 다카쓰네가 무라요리의 가신 세 명에게 폭행을 당했으나, 무라요리는 어떤 조치도 취하지 않고 그대로 가버렸다. 막부는 오히려 다카쓰네를 개역(改易)에 처했지만, 무라요리의 행태에 분노한 형 쓰나무라는 폭행을 행한 가신 세 명의 목을 베고 무라요리의 칩거를 막부에 요청했다. 결국 그해 음력 10월 28일, 미즈사와 번은 개역되었고 무라요리는 센다이 번으로 돌아갔으며 그 영지도 센다이 번에 귀속되었다.

## 역대 번주
- 다테 무라요리(伊達村和) 재위 1695년 ~ 1699년

## 같이 보기
- 센다이번
- 루스씨